# Fenêtre arquée
Pour un article plus général, voir Oriel.

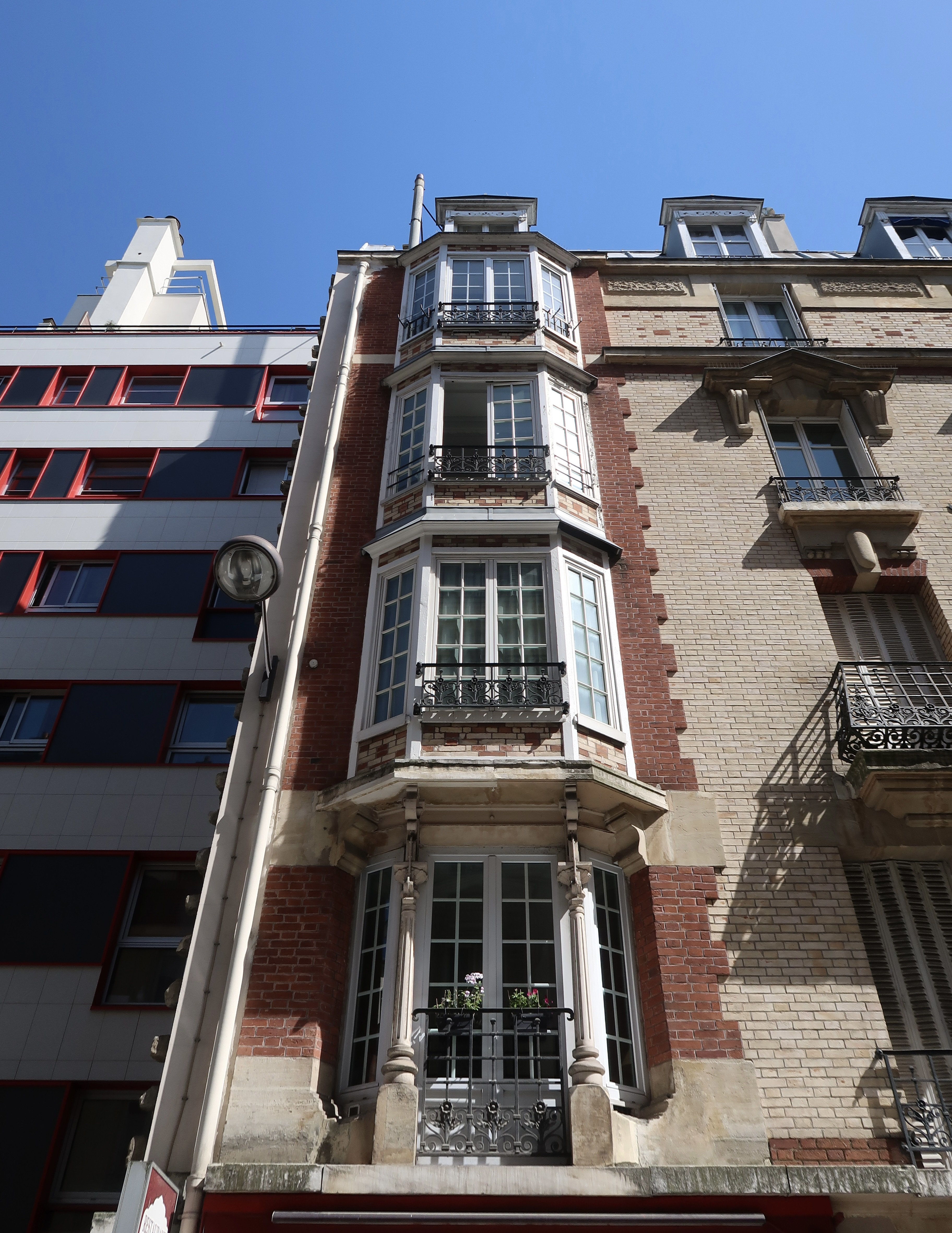
7, rue Lekain à Paris.

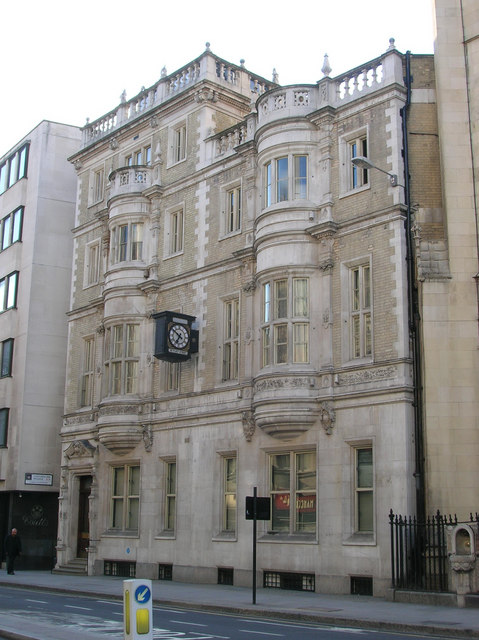
182 Fleet Street à Londres.

Une fenêtre arquée, fenêtre en saillie courbe, fenêtre en baie ronde, bow-window ou bowwindow, en anglais : bow window, est une baie vitrée incurvée.
Les fenêtres arquées sont conçues pour créer de l'espace en se projetant au-delà du mur extérieur d'un bâtiment, et de fournir une vue plus large sur le jardin ou la rue à l'extérieur et généralement combiner quatre ou plusieurs fenêtres à battants, qui se joignent pour former un arc.

## Historique
Née à la Renaissance dans les pays germaniques, la mode du bow-window se développe en Angleterre jusqu’au XVIIe siècle. En France, elle est relayée par Napoléon III lors de l’Exposition universelle de 1867. 
À Paris, le règlement de 1882, assouplissant celui d’Haussmann, permet aux architectes d’ajouter aux façades des bow-windows, qui tiendront lieu de jardin d’hiver aux appartements. 
Au 36 de l’avenue Georges-Mandel, à Paris, on peut observer l’un des premiers immeubles parisiens, construit en 1893, avec un bow-window en pierre.

## Exemples
Les fenêtres arquées sont très représentées dans l'architecture de la ville à San Francisco en Californie[réf. souhaitée].

Fenêtres arquées à San Francisco (2013)
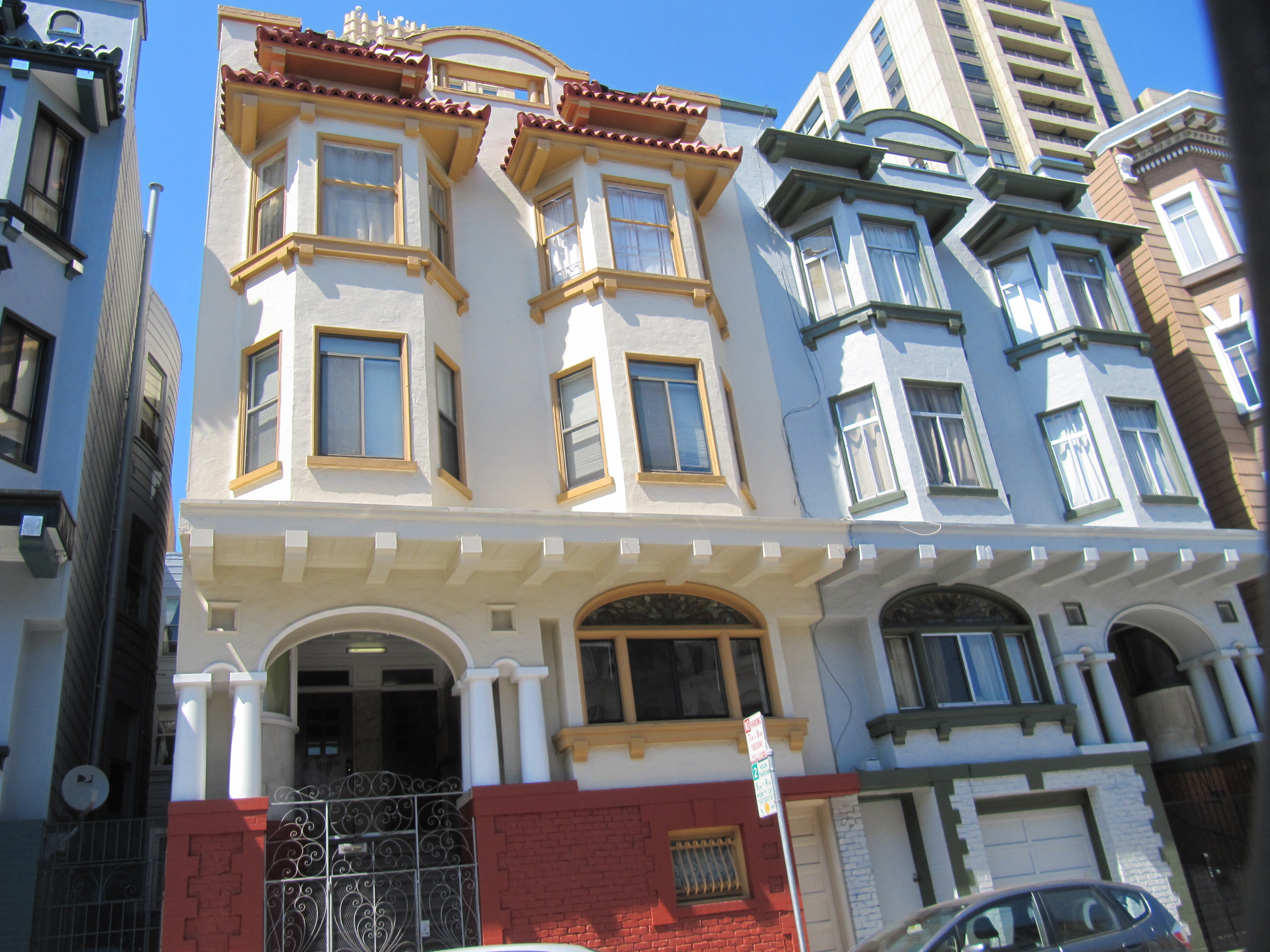
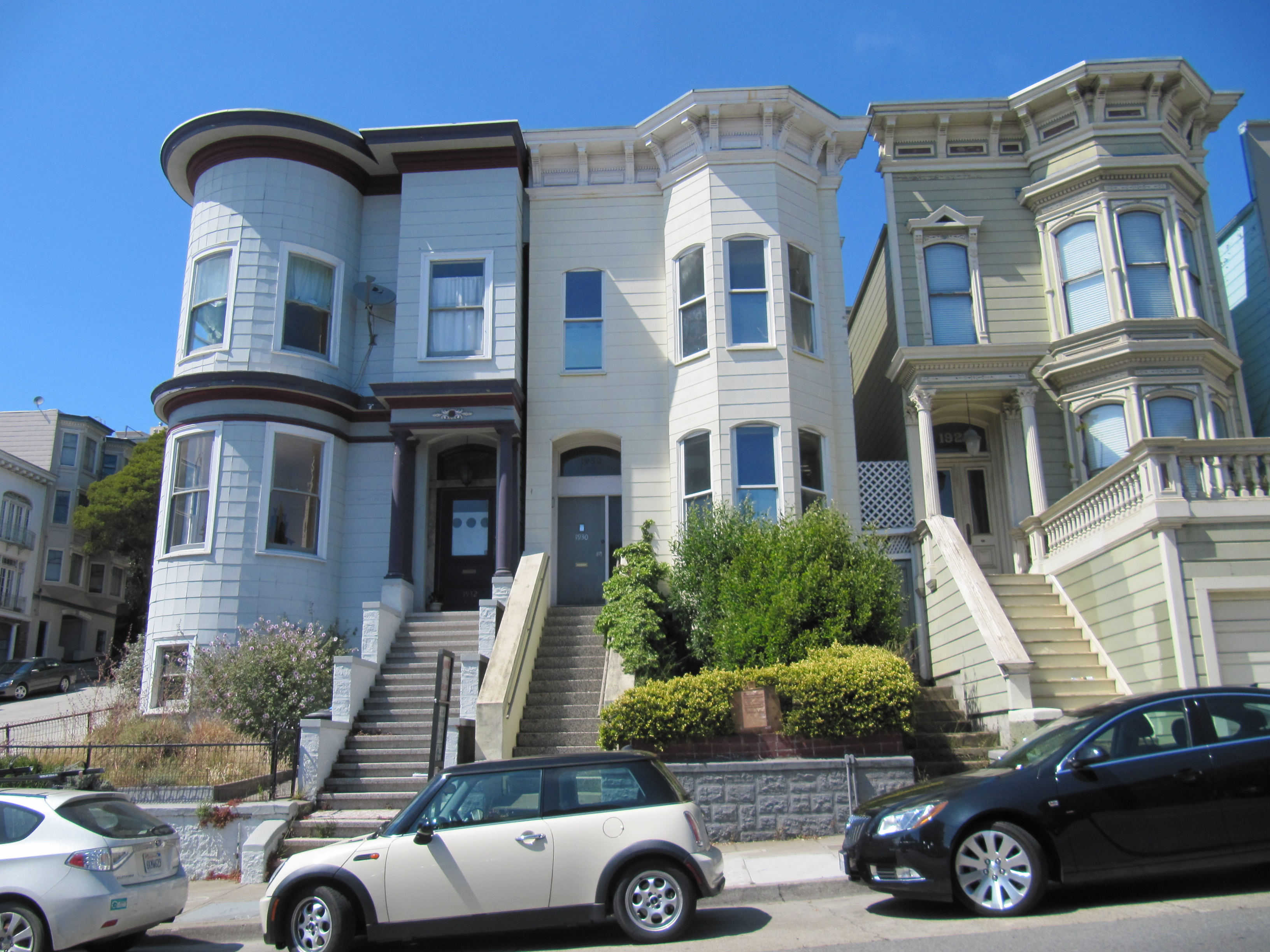
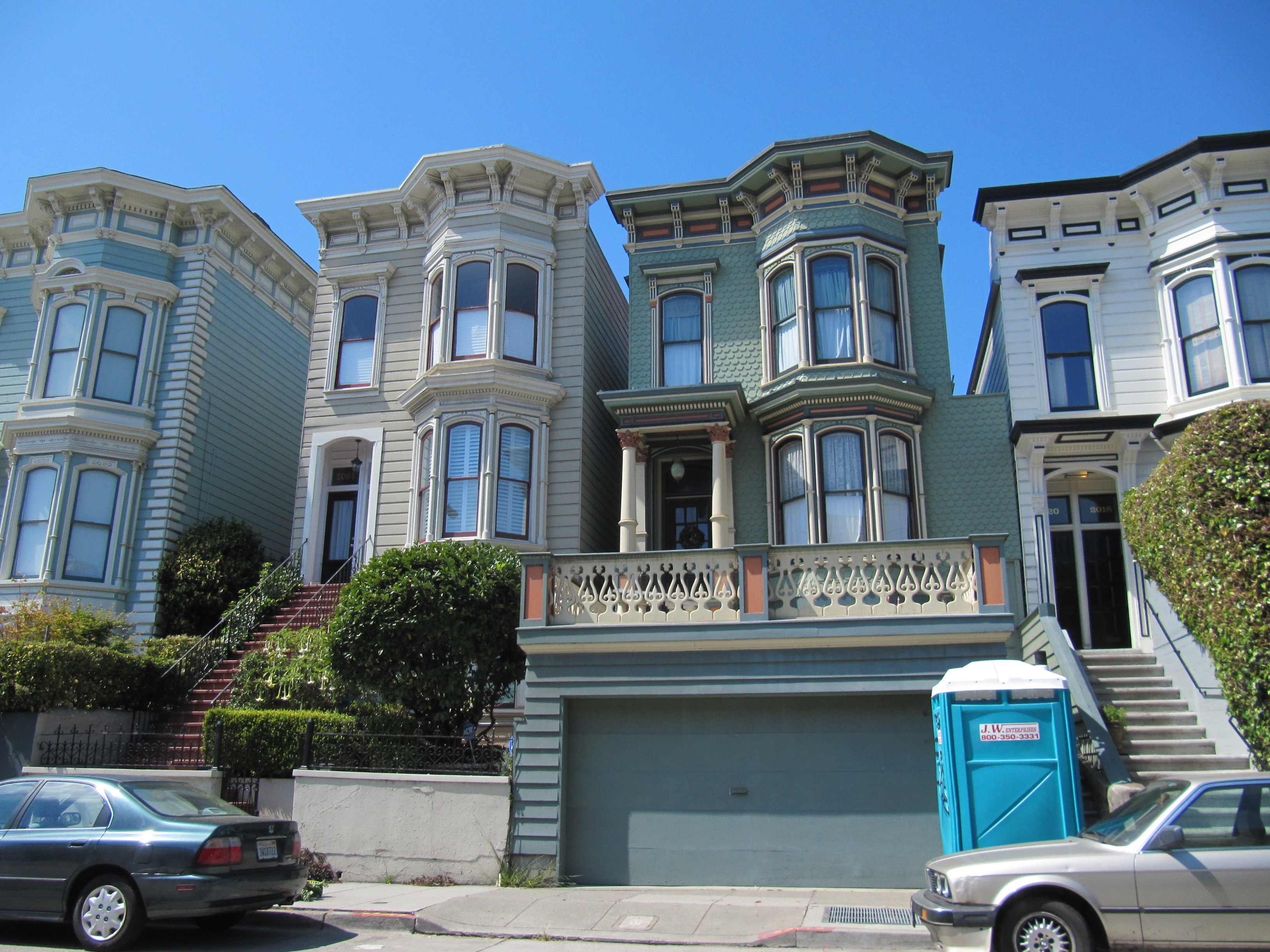